# Mała Gankowa Przełączka
Mała Gankowa Przełączka (słow. Malá Ganková štrbina) – niewielka przełączka znajdująca się w grani głównej Tatr, w masywie Ganku w słowackiej części Tatr Wysokich. Przełęcz ta oddziela Mały Ganek na północnym zachodzie od Pośredniego Ganku na południowym wschodzie. Z Małej Gankowej Przełączki ku wschodowi opada stroma rynna, kilkadziesiąt metrów niżej przekształcająca się w pionowe zacięcie o wysokości około 50 m. Uchodzi ono do górnej prawej odnogi Rynny Szczepańskich (przez Władysława Cywińskiego nazywanej Żlebem Świerza). Ku południowemu zachodowi na Rumanową Ławkę kilka wąskich żlebków i rynien.
Na Małą Gankową Przełączkę nie prowadzą żadne znakowane szlaki turystyczne, taternicy odwiedzają jej siodło najczęściej przy wchodzeniu na główny wierzchołek Ganku (Wielki Ganek) od północnej strony. Z Rumanowej Ławki na przełączkę prowadzi droga wspinaczkowa Południowo-zachodnim żlebem (II w skali tatrzańskiej, czas przejścia 1 godz.).
Nazwę przełączki wprowadził Witold Henryk Paryski. W. Cywiński uważał ją za „dziwoląg” z podwójnym zdrobnieniem; skoro przełączka, to zbędne jest dodawanie mała, w zupełności wystarczyłaby nazwa Gankowa Przełączka. Jednak ze względu na szacunek dla Mistrza, jak nazywa W.H. Paryskiego, pozostawia tę nazwę bez zmian (choć z komentarzem).